# Juan Vivanco
Juan Sebastián Vivanco Barraza (3 de mayo de 1989) es un futbolista chileno.

## Clubes
| Club               | País  | Año       |
| ------------------ | ----- | --------- |
| Coquimbo Unido     | Chile | 2008      |
| Trasandino         | Chile | 2009      |
| Barnechea          | Chile | 2011-2012 |
| Deportes La Serena | Chile | 2013-2014 |
| Deportes Pintana   | Chile | 2014-2015 |

- Datos: Q6456576